# Kloster Kronobäck

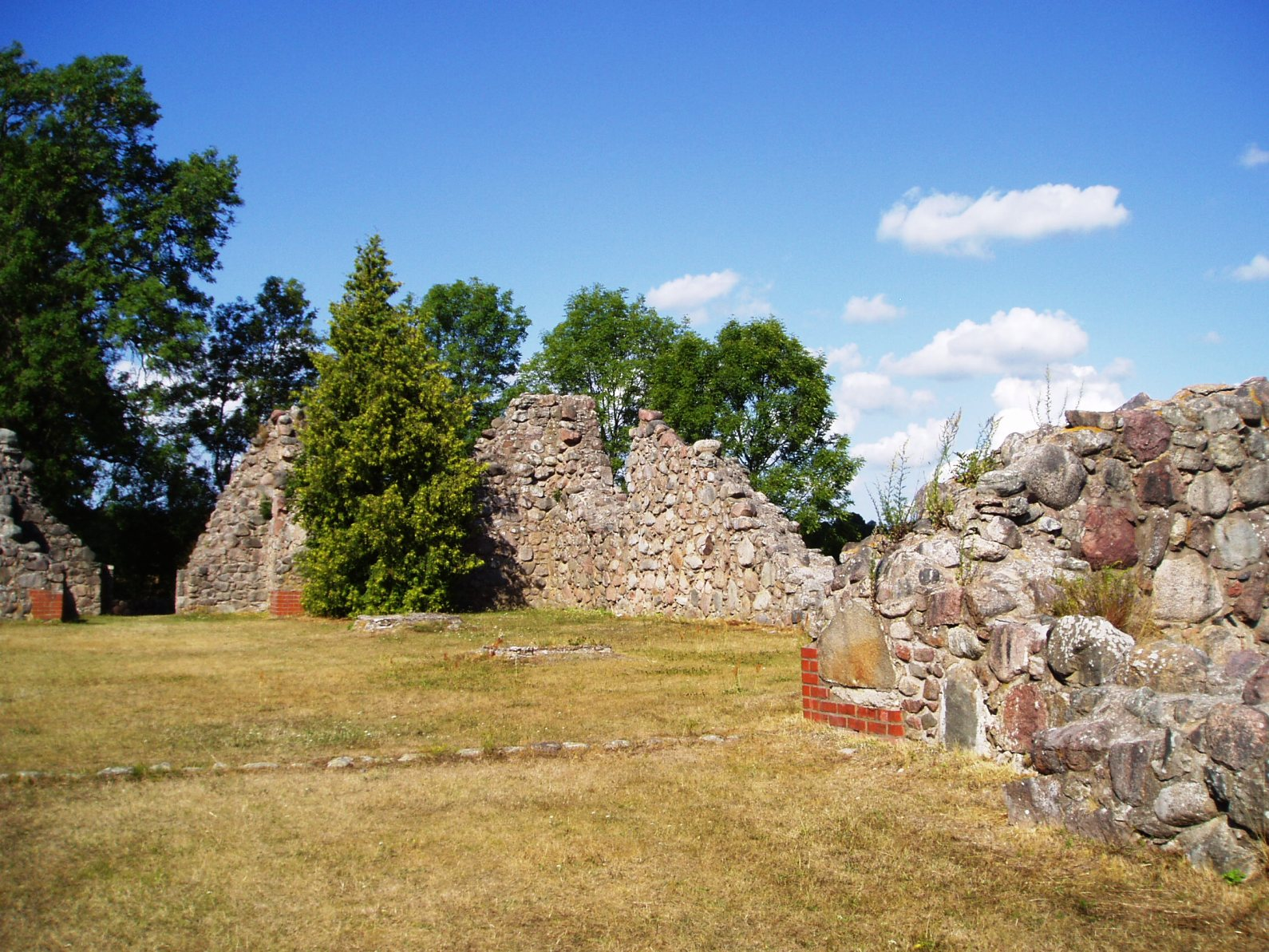
Klosterruine Kronobäck

Das nur noch als Ruine erhaltene Kloster Kronobäck lag in der schwedischen Gemeinde Mönsterås in der Provinz Kalmar län.
Erstmals erwähnt wird es als Hospital für Leprakranke im Jahre 1292. Bei einem Treffen in Södertälje im Jahre 1479 beschlossen Sten Sture und der Reichsrat, das Hospital in ein Mönchskloster des Johanniterordens umzuwandeln. In einem auf den 26. Juli 1480 datierten Brief werden dem Kloster sämtliche Privilegien und sämtliches Eigentum des Hospitals zugestanden, jedoch seien die Einwohner der umliegenden Harde zu pflegen und medizinisch zu betreuen.
König Gustav Wasa zog im Jahr 1529 sämtliches Eigentum des Klosters ein und löste es anschließend auf. Der Hospitalbereich sollte jedoch weiter existieren. Das Kloster zerfiel mit der Zeit. Erst in den 1940er Jahren wurden die Ruinen ausgegraben und sind heute zu besichtigen.